# Xylota amylostigma
Xylota amylostigma är en tvåvingeart som beskrevs av Yang och Cheng 1998. Xylota amylostigma ingår i släktet vedblomflugor, och familjen blomflugor. Inga underarter finns listade i Catalogue of Life.